# Wetterwarte

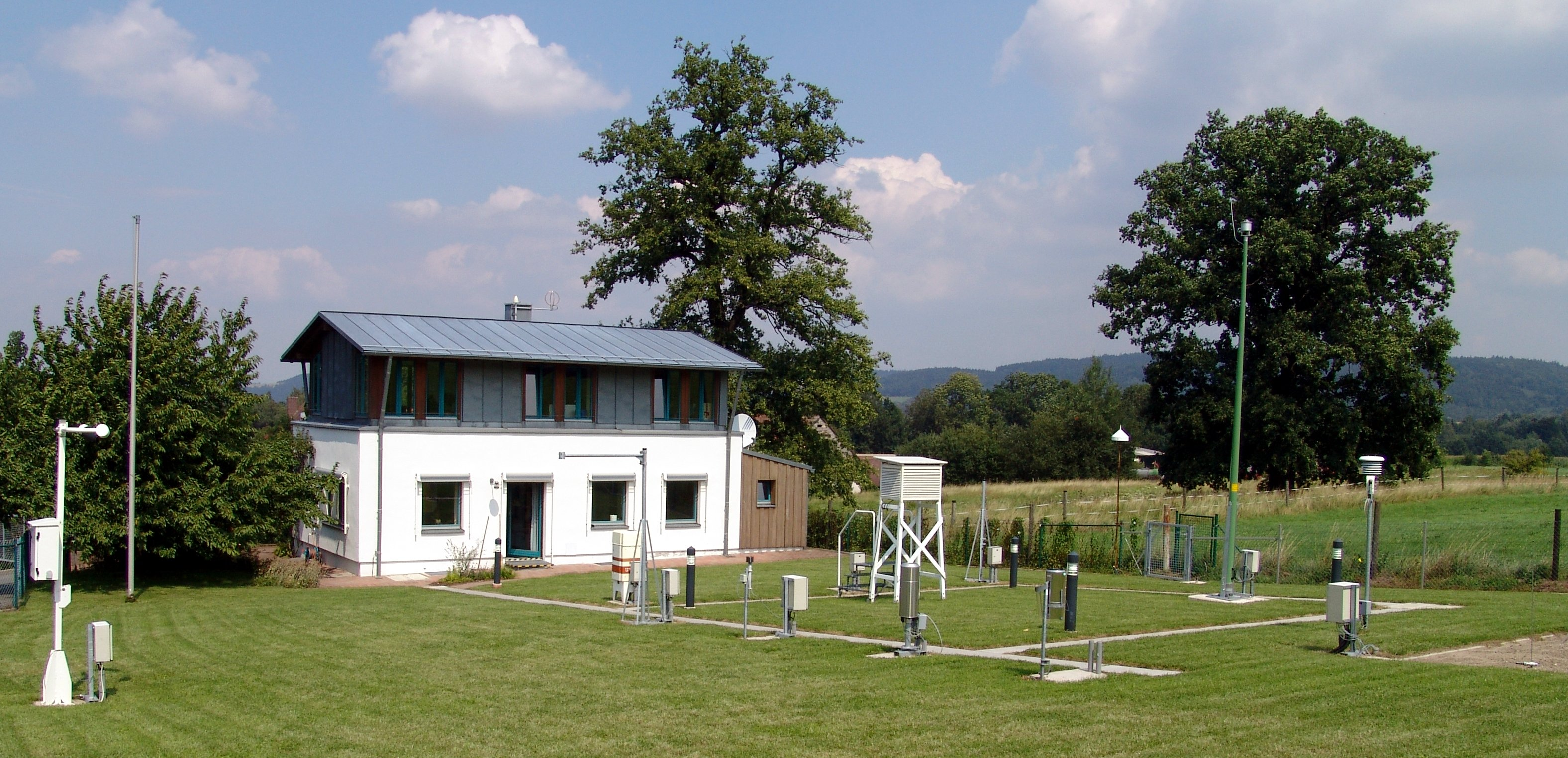
Warte des DWD in Weiden/Oberpfalz

Eine Wetterwarte in nationalen hauptamtlichen Messnetzen, wie sie der Deutsche Wetterdienst (DWD) oder in Österreich die ZAMG betreibt, ist eine mit Fachpersonal besetzte meteorologische Station, der ein Klimagarten nach den Vorgaben der World Meteorological Organization angegliedert ist.

## Aufgaben
In Deutschland gibt es fünf Wetterwarten, von denen eine rund um die Uhr und die restlichen vier zeitweise mit Fachpersonal besetzt sind. Hinzu kommen 16 ständig besetzte Flugwetterwarten an internationalen Flughäfen, die spezielle Wettermeldungen für den Flugwetterdienst herausgeben. Eine besondere Stellung nehmen unter diesen 21 Wetterwarten die sogenannten Klimareferenzstationen ein, an denen der Deutsche Wetterdienst Parallelmessungen durchführt, um einen Vergleich zwischen bisher (operationell) eingesetzter Messtechnik und neuartigen, automatisch arbeitenden Sensoren zu ermöglichen.

## Meteorologische Messungen

Öffentlicher Aushang vor der Warte

Die Wetterwarten bilden ein minder dichtes Netz von Messstationen für regelmäßige synoptische Beobachtungen von:
- Lufttemperatur
- Luftdruck
- Luftfeuchtigkeit
- Temperatur in und am Boden
- Windgeschwindigkeit und Windrichtung
- Niederschlag
- Schneehöhe
- Wolkenuntergrenze
- Sonnenscheindauer
- Strahlungsgrößen
- Radioaktivität in der Luft und im Niederschlag (einzelne Wetterwarten)

Auf den Stationen werden auch Auskünfte über das aktuelle Wetter erteilt und – je nach Örtlichkeit – Wetterberatungen für spezielle Kunden. Für diese Anfragen kann bei größeren Institutionen oder großem Kundenkreis neben dem Diensthabenden ein eigener Meteorologe zuständig sein.
Neben der Wetterbeobachtung durch die automatische Messsensorik werden die Daten für die Sichtweite, die Wolkenart und der Bedeckungsgrad sowie der Wetterzustand mittels Augenbeobachtung durch die Mitarbeiter ermittelt. Ausgewählte Wetterwarten führen auch phänologische Beobachtungen und Höhenmessungen mit Wetterballons (aerologischer Aufstieg mit Radiosonden) durch.
Im Gegensatz dazu arbeiten die 131 hauptamtlichen Wetterstationen vollautomatisch, also ohne Personal, erfassen weniger meteorologische Werte und besitzen keine oder kleinere Klimagärten.

## Bergwetterwarte

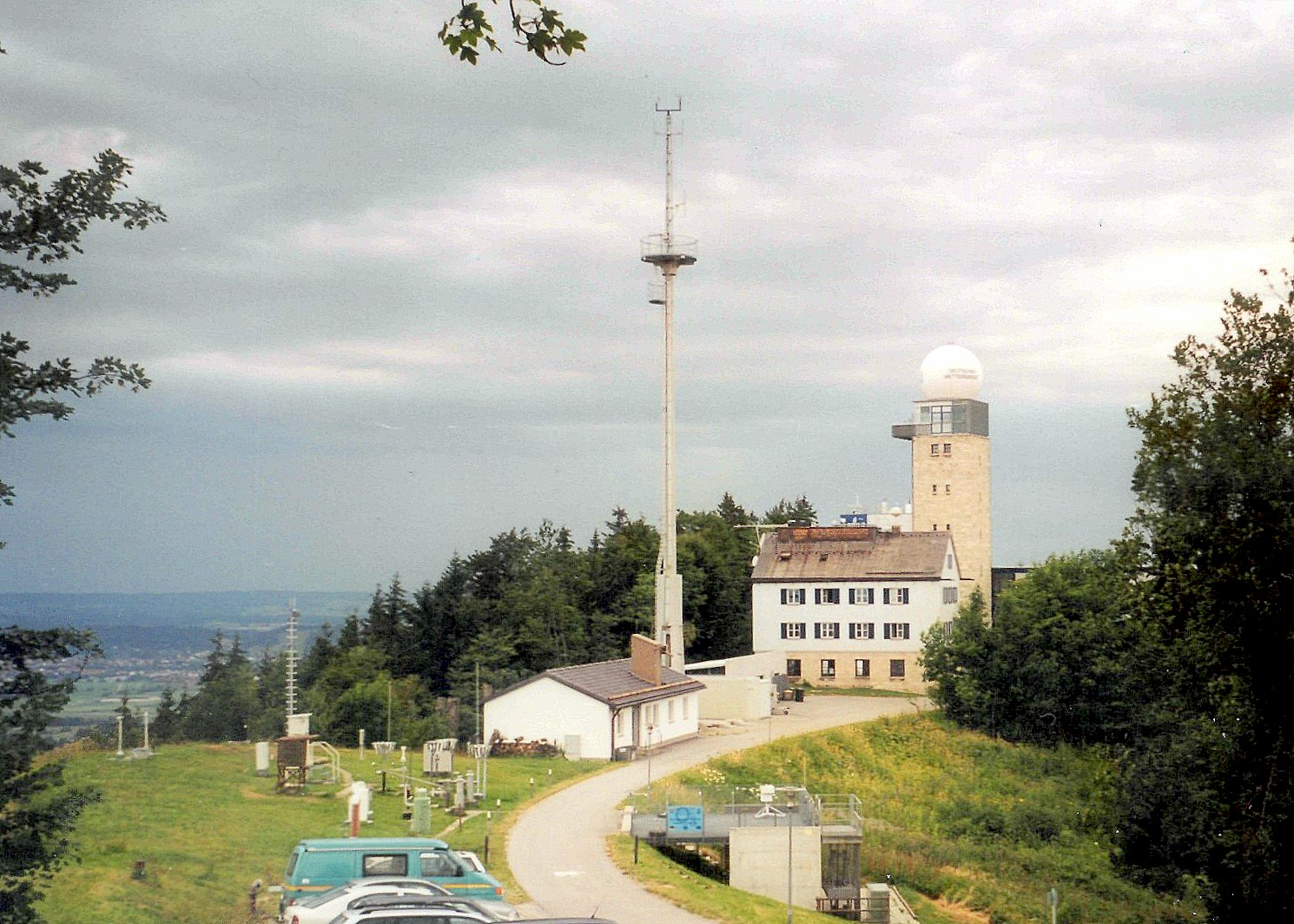
Observatorium Hohenpeißenberg

Liegt eine Wetterwarte 750 Meter über NN, wird diese als Bergwetterwarte bezeichnet. Zu den besonderen Aufgaben einer Bergwetterwarte gehören die enge Zusammenarbeit mit Lawinenwarndiensten und Messungen für das weltweite synoptische Wetterbeobachtungsnetz. Auf dem Hohen Peißenberg befindet sich mit dem Meteorologischen Observatorium Hohenpeißenberg die älteste Bergwetterwarte der Welt.
Eine weitere bedeutende Bergwetterwarte ist das Observatorium Sonnblick auf dem Hohen Sonnblick in den Hohen Tauern in 3105 Metern Höhe. Es wurde 1886 als höchstgelegenes ganzjährig betriebenes Observatorium der Welt eröffnet.